# Métro de Prague
Le métro de Prague (Metro v Praze, ou Pražské metro (métro pragois)) existe depuis 1974. Le réseau comporte trois lignes dont l'exploitation est assurée par l'entreprise Dopravní podnik hlavního města Prahy.

## Historique

### Premiers projets

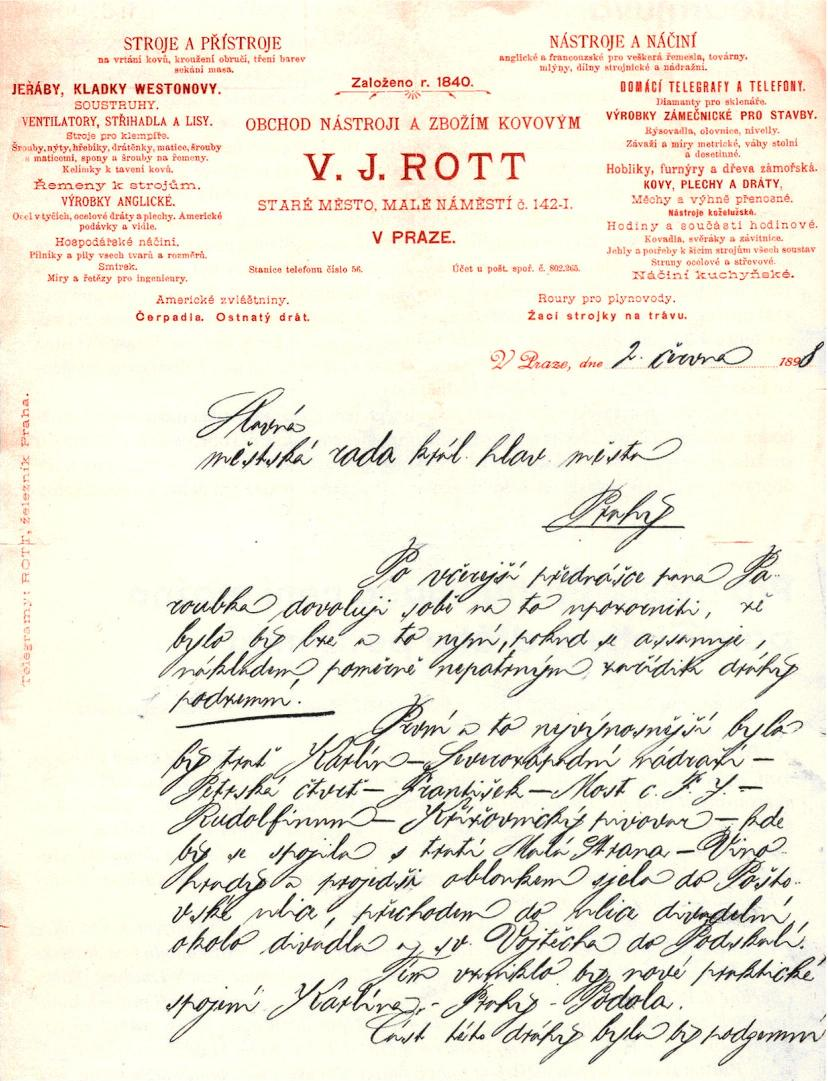
Proposition de Ladislav Rott de la construction d'une première ligne de métro, en 1898, présentée au conseil municipal de la capitale royale de Prague.

Le projet de construction d'un métro souterrain à Prague a été évoqué pour la première fois en 1898. Ladislav Rott, un quincailler réputé de Prague, fit à cette date cette proposition au conseil municipal de la capitale : « Je me permets d'attirer votre attention sur le fait qu'il serait actuellement possible pour un coût modeste, alors que les travaux du tout-à-l’égout sont en cours, d'établir une voie souterraine. Car pour ces travaux, des tranchées sont réalisées dans toute la ville et, dans ce contexte, la réalisation d'un tunnel de métro pourrait être réalisée à un coût modéré. » Londres avait déjà son métro depuis 1863 et Budapest depuis 1896 ; à la même époque, les métros de Berlin et Paris étaient en construction. Les travaux de tout-à-l’égout furent réalisés mais le métro ne fut pas construit.
Après la fondation de la Tchécoslovaquie en 1918, la réalisation d'un métro dans la capitale du nouvel état fut de nouveau envisagée. En 1926, l'ingénieur Jiří Hruša présenta le projet d'un réseau dont le tracé est assez proche de celui réalisé. En outre, l'ingénieur fit une description précise de la manière d'optimiser les flux des voyageurs dans les stations : « Chaque station dispose de trois quais. Les deux quais extérieurs sont affectés à la montée dans la rame ; le quai du milieu est affecté au flux des voyageurs sortant de la rame. Lorsqu'une rame entre dans une station, elle est encadrée par deux quais ; les portes s'ouvrent des deux côtés ; les passagers descendent sur le quai situé à droite, tandis que les passagers entrent dans la rame par le quai de gauche ». Il présentait ainsi un dispositif de séparation des flux voyageurs aujourd'hui connu sous l'appellation de « solution espagnole ».
Les ingénieurs Vladimír List et Bohumil Belada présentèrent fin 1926 leur plan pour la construction d'un métro à Prague. Ce projet célèbre fut publié dans une étude dont le titre était Un métro express souterrain pour Prague. En 1935, Vladimír List en parla rétrospectivement dans une émission radiophonique : « Il y a huit ans j'ai travaillé avec l'ingénieur Belada sur un projet de métro à Prague. Même si on nous a pris pour des fantaisistes, notre projet a soulevé un certain intérêt. Les entreprises de transport lancèrent un appel d'offres en avril 1931 pour trouver une solution aux problèmes de transport dans Prague. Depuis le problème de circulation à Prague s'est encore aggravé du fait de l'augmentation constante du nombre de voitures. Il y a aujourd'hui 27 000 voitures à Prague contre 22 000 à l'époque de l'appel d'offres. Les voitures embouteillent les rues de Prague si bien que la police parle officiellement du risque d'une catastrophe routière et soutient la construction d'un métro. »
En avril 1931, un appel d'offres fut lancé pour trouver une solution aux problèmes des transports, dont trois candidats sortirent vainqueurs. Ces projets ne furent pas réalisés. Les trois projets de métro reprenaient le tracé du réseau actuel avec ses trois lignes, mais ils utilisaient tous un tracé en partie souterrain, en partie en surface, car ils s'inspiraient du métro berlinois qui présentait cette combinaison.

### Vaines attentes
Au début de 1939, les sociétés d'exploitation des tramways de Prague étaient prêtes à résoudre les problèmes des transports dans la ville. Les plans de métro élaborés étaient proches de leur concrétisation. Même l'occupation de la Bohême par l'Allemagne nationale-socialiste et l'établissement du Protectorat de Bohème Moravie en mars 1939 n'arrêtèrent pas la réalisation de plans détaillés qui comprenaient déjà les schémas des stations, les projets de rames et la réalisation de forages exploratoires ; un plan de réalisation de la ligne A fut même élaboré. Toutefois, on attendit finalement vainement le lancement de la construction, puisque les études menées cessèrent provisoirement en juin 1941. En mai 1943, en raison de la Deuxième Guerre mondiale, le projet de métro était définitivement abandonné.
À la fin de la guerre, les travaux auraient normalement dû être repris. Mais le coup de Prague de février 1948 constitue un nouvel obstacle à la réalisation du métro de Prague. Le gouvernement tchécoslovaque décide pour des raisons de coûts mais aussi probablement pour des raisons idéologiques de ne pas mettre en œuvre les plans d'avant-guerre.

### La réalisation

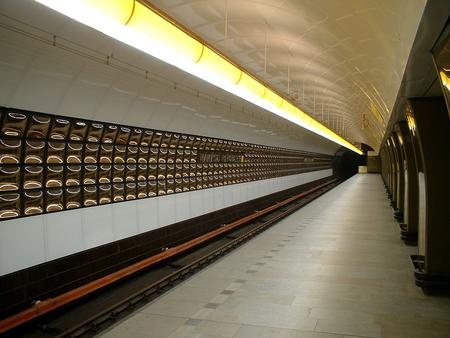
Station Náměstí Republiky

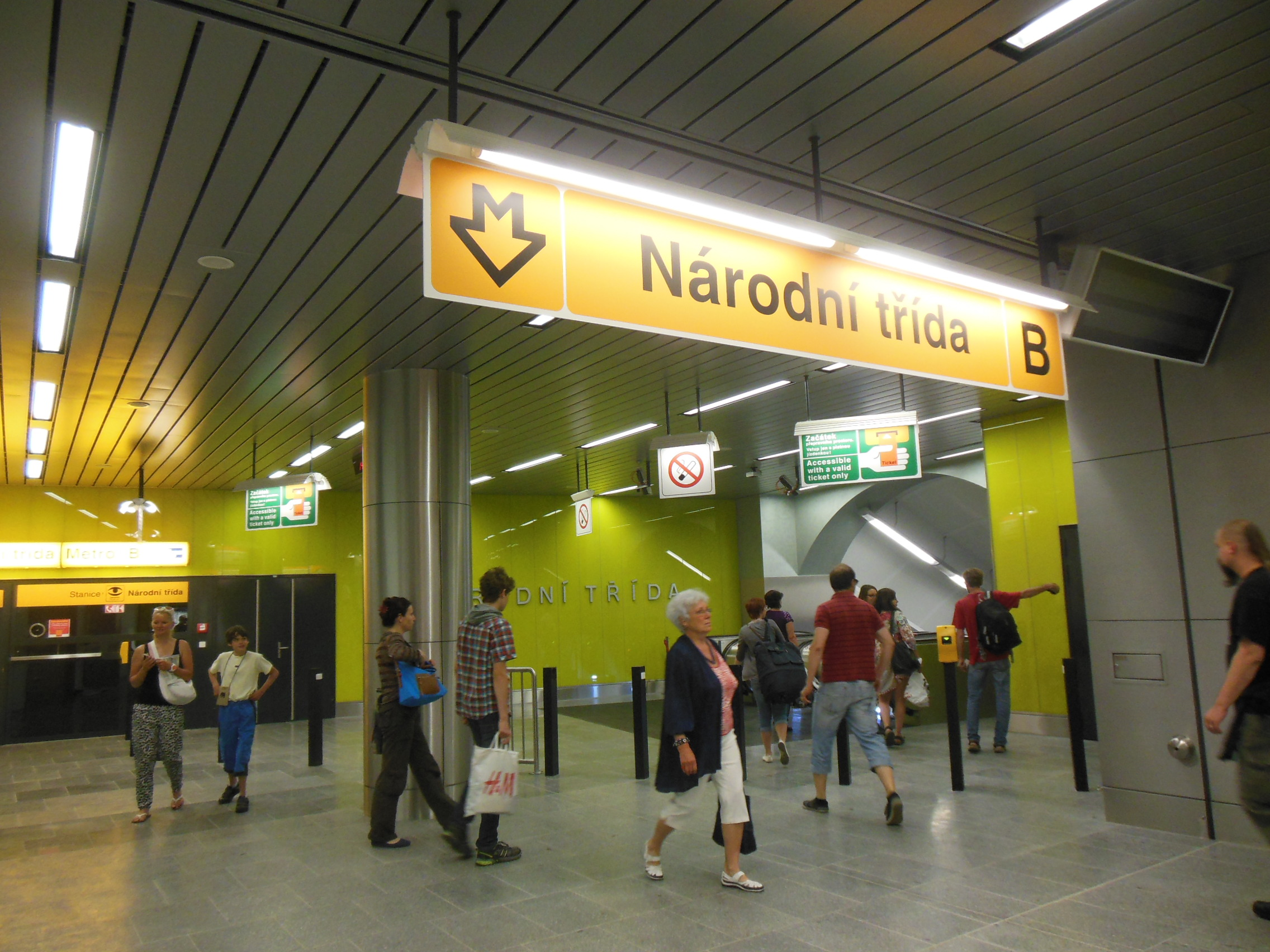
Station Národní třída

Dans les années 1960, le trafic urbain se met de nouveau à augmenter : les tramways sont souvent pris dans les embouteillages ou victimes d'incidents techniques. Il devient urgent de trouver une solution aux problèmes de transports en commun et à la circulation des individus ; il faut trouver un mode de transport rapide et efficace.
Deux projets sont proposés. Le premier est de déplacer les lignes de tramway sous la ville, afin d'éviter les embouteillages. Le second projet est la création d'un métro, parallèle au tramway.
Le gouvernement prend, d'abord, la décision de construire un tramway rapide, en souterrain dans le centre-ville, et en surface dans les autres parties de la ville.
Ce premier projet est finalement abandonné, car la sécurité aurait été moindre qu'avec le métro. De plus, le tramway aurait été beaucoup plus lent que le métro. Ses arrêts à chaque station auraient pu s'élever à 60 secondes, à cause des difficultés d'accès au tram, tandis que ces arrêts sont de dix à quinze secondes pour le métro. Il aurait également impliqué la destruction de plusieurs maisons du centre-ville.
Ce projet a pourtant longtemps eu les faveurs de la mairie et du maire Ludvík Černý. Vladimír Jirout raconte dans un entretien à Mladá Fronta Dnes qu'il a dû faire venir des experts étrangers pour que le projet de métro soit validé.
Les premiers travaux commencent rue Opletalova sur la partie souterraine de la ligne de tramway. Quelques mois plus tard, un traité de coopération est signé entre l'Union soviétique et la Tchécoslovaquie ; la ville se transforme en un gigantesque chantier. De nombreuses rues sont éventrées, la prestigieuse place Venceslas est interdite à la circulation et même souvent aux piétons. Cette méthode de chantier à ciel ouvert, connue également sous l'appellation creuse et recouvre, consistant à creuser des tranchées pour réaliser les tunnels directement sous la voirie, est utilisée pour la construction de la première partie du réseau car, à Prague, on a alors que peu d'expérience en matière de construction de tunnel. C'est pourquoi les stations de la ligne C sont souvent à faible profondeur, contrairement aux deux autres lignes construites avec des tunneliers.
Le 9 août 1967 marque un tournant : le gouvernement décide de construire un vrai métro qui ne circulerait qu'en souterrain. Tous les plans précédents reposant sur une combinaison métro/tramway sont abandonnés.
La première partie du nouveau moyen de transport dans le centre-ville – un tronçon de la ligne C de 6,6 km de long entre Sokolovská (aujourd'hui Florenc) et Kačerov – est inauguré le 9 mai 1974. La cérémonie d'ouverture met en avant la coopération entre les pays socialistes et surtout l'amitié entre la Tchécoslovaquie et l'Union soviétique. Les opposants du Printemps de Prague tentèrent en vain d'arrêter le projet et furent condamnés.

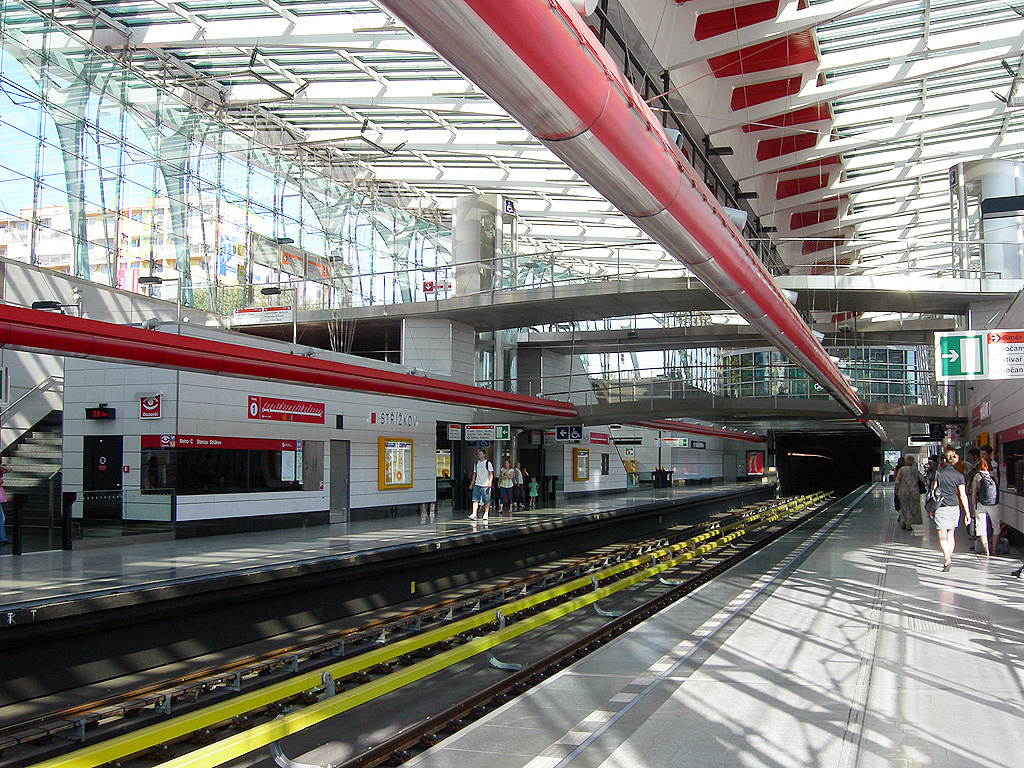
Station Střížkov.

L’architecte en chef de la première étape de construction est Jaroslav Otruba. Il est notamment l’auteur des carreaux en aluminium coloré de la ligne A, typiques des œuvres des années soixante. Elles constituent aujourd'hui une attraction bien connue des touristes à Prague. Plus de 50 architectes et ateliers ont par ailleurs participé à l’élaboration de la ligne C.
Cette première ligne fut achevée en novembre 1980 jusqu'à Háje et en novembre 1984 jusqu'à Holešovice. Le tronçon inauguré comprenait la traversée de la Vltava. Le 26 juin 2004, un tronçon supplémentaire de la ligne C fut ouvert avec un deuxième franchissement de la Vltava, suivi d'un nouveau prolongement le 5 mai 2008. La BEI participa au financement. La ligne C a aujourd'hui une longueur de 22,4 km et compte 20 stations.
La deuxième ligne du métro ouvrit le 12 août 1978 : la ligne A entre Náměstí míru et Dejvická. Après quatre prolongements dont le dernier en 2015, la ligne arriva à son terminus actuel Depo Hostivař. Les stations Hradčanská et Staroměstská ont été rénovées en 1997 et 1998. La ligne a une longueur de 17,1 km et compte 17 stations.
La ligne B, dernière ligne ouverte en novembre 1985 avec le tronçon Florenc – Smíchovské nádraží, parachevait le triangle du centre-ville. Le métro poursuivit son développement,,. Le 11 novembre 1994, cette ligne fut prolongée jusqu'au terminus Zličín,. En novembre 1998, la ligne fut prolongée jusqu'à Černý Most. Après l'ouverture des stations Hloubětín et Kolbenova en 1998 et 1999,, la ligne se trouvait dans la situation actuelle. Avec 25,7 km et 24 stations, la ligne B est la plus longue des trois lignes.

### Impact toponymique de la Révolution de velours
Le 22 février 1990, quelques stations, dont le nom était trop lié au précédent régime socialiste furent renommées :
- Leninova, la station de Lénine devient Dejvická du nom du quartier de Dejvice
- Sokolovská faisant référence à la bataille de Sokolovo[15], devient Florenc du nom du quartier alentour
- Moskevská, la station de Moscou, devient Anděl
- Švermova, la station de Jan Šverma, un haut dignitaire communiste tchécoslovaque, devient Jinonice du nom du quartier alentour
- Dukelská faisant référence à la Bataille de Dukla[16] devient Nové Butovice du nom de cette banlieue de Prague
- Fučíkova, la station de Julius Fučík devient celle de Nádraží Holešovice
- Gottwaldova, la station de Klement Gottwald, premier président communiste de la Tchécoslovaquie, devient celle de Vyšehrad
- Mládežnická, la station des Jeunesses communistes, devient Pankrác du nom du quartier alentour
- Primátora Vacka, la station de Václav Vacek, maire de Prague entre 1946 et 1954, devient celle de Roztyly
- Budovatelů, la station des « Bâtisseurs » (sous-entendu : « du Socialisme ») devient Chodov du nom du quartier alentour
- Družby, la station de « l'Amitié » (sous-entendu : « entre les pays frères ») devient Opatov du nom du quartier alentour
- Kosmonautů, la station des cosmonautes, devient Háje, du nom du quartier alentour

### L'inondation de 2002

Plan des stations inondées lors de la grande crue de 2002 (la ligne B a été la plus touchée).

La crue de la Vltava et de l'Elbe en août 2002 toucha Prague et plus particulièrement son métro. Bien que protégé des atteintes de l'extérieur par de lourdes portes pressurisées et blindées en acier inoxydable, lors des inondations, en deux endroits du réseau, les parois furent arrachées par les eaux. Plusieurs tronçons des trois lignes (dont 17 stations) furent endommagés. Les dommages infligés au métro figurent parmi les dégâts les plus importants occasionnés aux biens de la ville de Prague. Les stations situées le long de la Vltava n'ont pas été les seules touchées car les eaux se répandirent via les tunnels dans des stations plus éloignées mais situées sous le niveau de la crue. De toutes les lignes, la ligne B fut la plus touchée. Il y eut par la suite des polémiques : la ville de Prague aurait à l'époque laissé le réseau du métro fonctionner trop longtemps et aurait du coup fermé trop tard ces portes pressurisées qui auraient pu limiter les dégâts.
L'inondation entraîna une situation exceptionnelle durant plusieurs mois : presque toutes les stations du centre-ville ne pouvaient plus fonctionner. En conséquence, les autres moyens de transport de proximité, en particulier les autobus et les tramways durent être renforcés avec des conséquences néfastes sur la circulation aux heures de pointe. Le réseau et ses stations furent progressivement remis en état de marche. Le câblage électrique dut être remplacé. La réparation des escaliers mécaniques endommagés fut particulièrement compliquée.
Seulement deux mois et demi après l'inondation, en octobre 2002, les premières stations rouvraient et un service partiel était assuré. La première étape importante fut la réouverture des stations Muzeum, Hlavní nádraží et Florenc de la ligne C. Au sommet de l'OTAN, le 18 novembre 2002, la ligne C fut complètement remise en service ce qui permit de soulager les autres moyens de transport. Le 9 décembre, les stations Anděl et Karlovo rouvraient. Le 21 décembre, la ligne A, qui jusqu'alors ne fonctionnait qu'entre Skalka et Muzeum fut remise en service jusqu'à son terminus d'origine Dejvická. La ligne était ainsi complètement remise en service, hormis les deux stations situées de part et d'autre de la Vltava qui étaient traversées par les rames sans arrêt car les réparations des escaliers mécaniques n'étaient pas achevées. Ces deux dernières stations furent rouvertes plus tard.
Les travaux sur la ligne B durèrent le plus longtemps. Les trains ne purent circuler entre Černý most et Zličín qu'à la fin de janvier 2003 ; les stations Národní třída, Náměstí Republiky, Křižíkova et Invalidovna restèrent fermées. Ce n'est que fin mars 2003 que toutes les stations furent ouvertes. Les travaux de réparation furent achevés aux dates prévues. Les dommages provoqués par l'inondation estimés initialement à 6 milliards de couronnes tchèques coûtèrent finalement 6,9 milliards de couronnes soit 230 millions d'euros. Le coût fut pris en charge par la Tchéquie à hauteur de 2,8 milliards de couronnes, 2,4 milliards furent réglés par un emprunt auprès de la Banque européenne d'investissement, 1 milliard fut réglé par les assurances et 700 millions furent réglés par les entreprises de transport en commun.

## Aperçu général
Le réseau du métro de Prague a une longueur de 65,2 km et comporte 61 stations réparties sur trois lignes. Il fonctionne de 5 h à minuit avec une fréquence de quatre à dix minutes, portée aux heures de pointe à 2–3 minutes.
| Ligne                      | Parcours                        | Mise en service | Longueur en km | Nombre de stations | Matériel |
| -------------------------- | ------------------------------- | --------------- | -------------- | ------------------ | -------- |
| Ligne A du métro de Prague | Nemocnice Motol ↔ Depo Hostivař | 1978            | 17,1 km        | 17                 | 81-71M   |
| Ligne B du métro de Prague | Zličín ↔ Černý most             | 1985            | 25,7 km        | 24                 | 81-71M   |
| Ligne C du métro de Prague | Letňany ↔ Háje                  | 1974            | 22,4 km        | 20                 | M1       |

### Ligne A

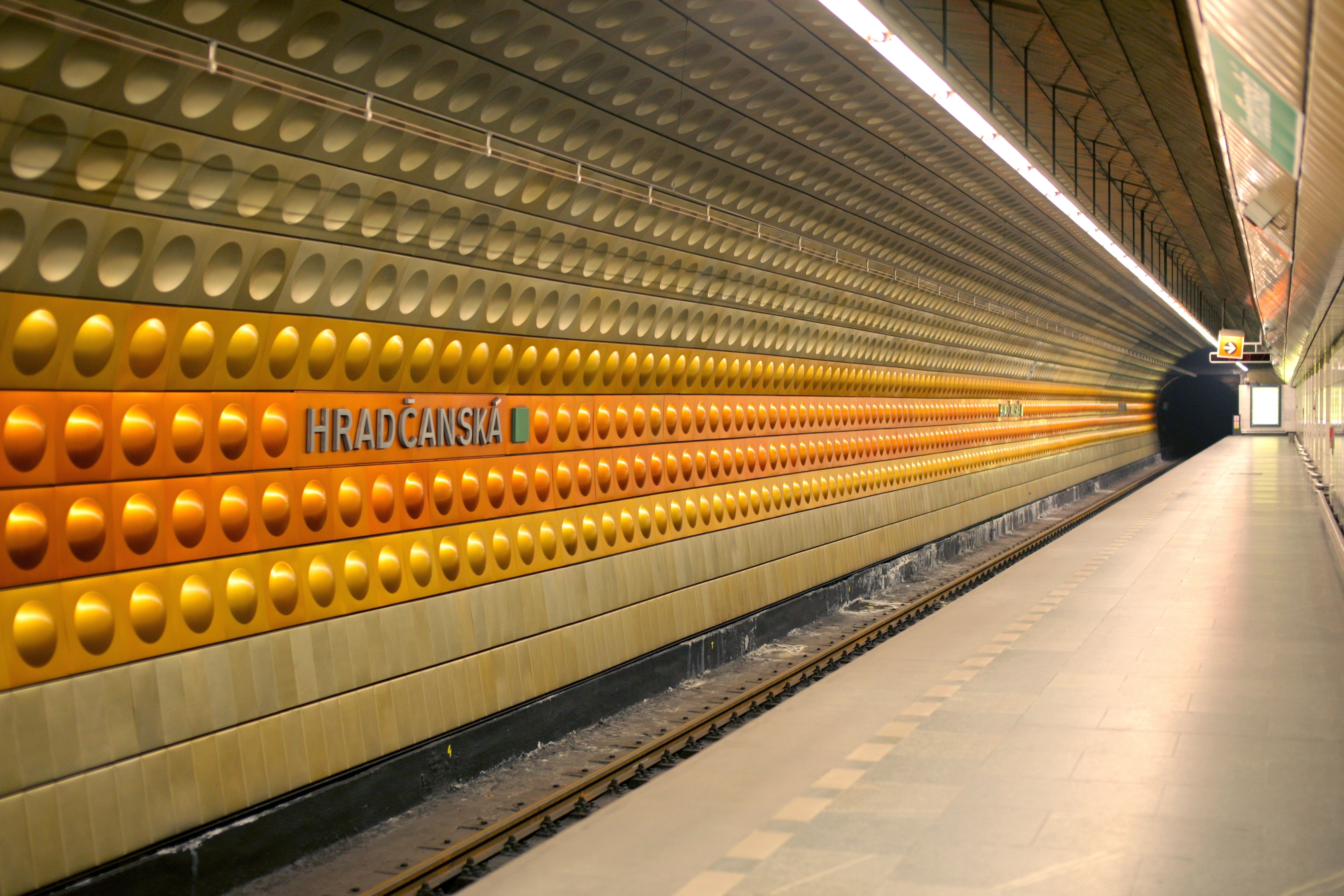
Station Hradčanská

La ligne A va de l'Hôpital Motol dans le Nord-Ouest de la ville jusqu'au quartier de Strašnice au Sud-Est. Le tracé passe par les districts de Prague 5 et 6, les quartiers de Hradčany et Malá Strana (stations Hradčanská et Malostranská) avant de passer sous la Vltava dans un tunnel passant dans la structure du pont Mánes ; ensuite la ligne traverse la vieille ville (station Staroměstská). La ligne passe sour la place Venceslas (Václavské náměstí en tchèque) où sont situées deux stations de correspondance Můstek et Muzeum. La ligne dessert ensuite les quartiers de Vinohrady et Žižkov avec les stations Náměstí Míru, Jiřího z Poděbrad, Flora et Želivského. La ligne s'achève après ces deux dernières stations dans le quartier de Strašnice avec les stations Strašnická, Skalka et Depo Hostivař où se trouve également un dépôt portant le même nom.

### Ligne B

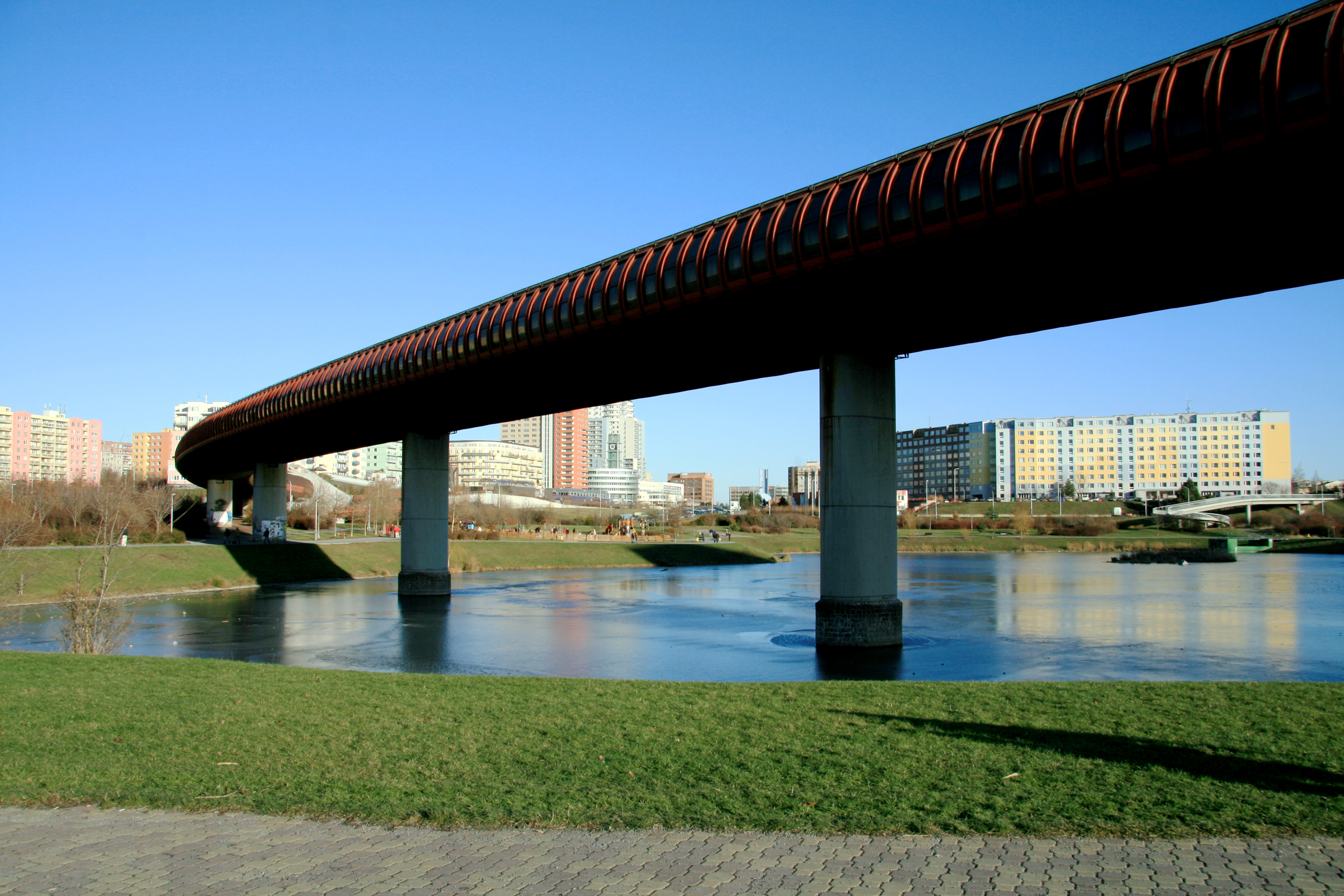
Tube en surface entre Lužiny et Hůrka.

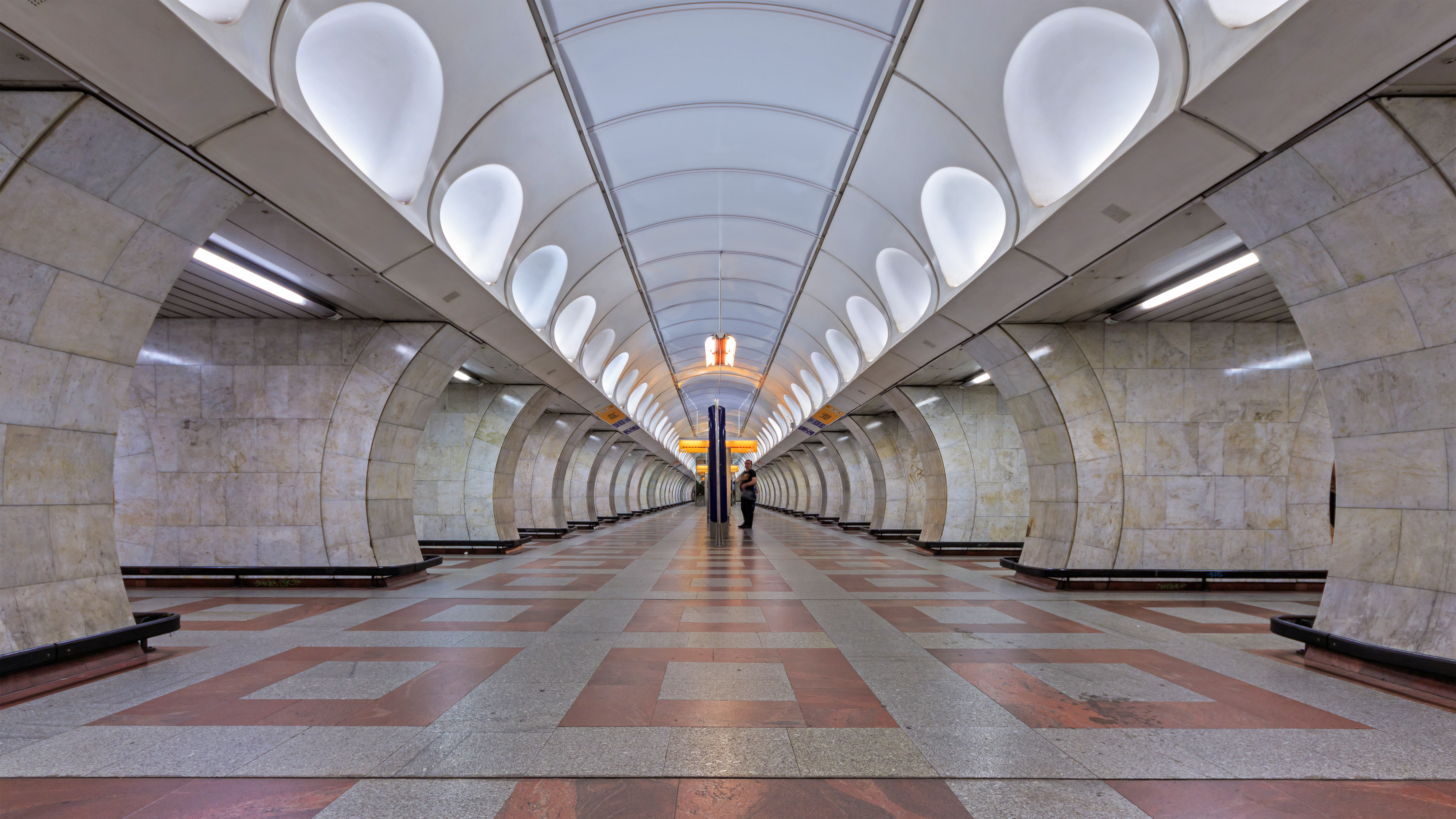
La station Anděl témoin de l'architecture du métro moscovite à Prague

C'est la plus longue des trois lignes ; elle va du sud-ouest au nord-est en traversant pratiquement toute la ville. En partant du quartier de Zličín, la ligne se dirige vers l'est en desservant les stations Stodůlky, Luka, Lužiny, Hůrka et Nové Butovice situées dans d'importants quartiers résidentiels situés autour de Stodůlky à l'ouest de la ville. Le tronçon entre Lužiny et Hůrka présente la particularité d'être construit dans un tube situé en surface. Après un grand coude vers le nord, la ligne atteint les stations de Smíchovské nádraží et Anděl qui se situent toutes les deux dans le quartier de Smíchov et offrent des correspondances importantes avec de nombreuses lignes de tramway. Après un coude marqué sur la droite, le métro passe en tunnel sous la Vltava au-dessous du pont de Palacký (en tchèque : Palackého most). Après un deuxième coude, qui s'achève à la station de Karlovo náměstí, la ligne prend la direction du nord et arrive à une deuxième station de correspondance Národní třída. Dans sa partie centrale, la ligne comprend deux stations de correspondance avec les autres lignes de métro à Můstek et Florenc ainsi que des correspondances avec le réseau de tramway.
La ligne prend ensuite la direction du nord-est ; elle dessert le quartier de Karlín via les stations de Křižíkova, Invalidovna et Palmovka.
Après la station Českomoravská, le tunnel du métro continue vers l'ouest ; la ligne B permet de relier par un mode de transport rapide les zones résidentielles de Vysočany via les stations de Vysočanská et Kolbenova. Suivent ensuite la station de Hloubětín qui dessert le quartier du même nom, puis la station Rajská zahrada, avant le terminus de Černý Most.

### Ligne C
La ligne débute dans la partie Nord de la ville avec la station Letňany puis les stations Střížkov, Prosek (quartier densément bâti), Ládví et Kobylisy situées dans les quartiers résidentiels de Střížkov ; toutes ces stations sont les plus jeunes de la ligne C. La ligne fait un grand arc et passe une première fois sous la Vltava ; une correspondance avec le réseau de train de banlieue est assurée à la station de Nádraží Holešovice. Peu après cette station, la ligne passe une deuxième fois sous la Vltava et atteint la station de correspondance Florenc ; elle continue ensuite en passant sous la voie express nord/sud du centre-ville jusqu'à la gare principale de Prague (station Hlavní nádraží) et enfin Muzeum. La ligne continue en repassant sous la voie express et arrive après I. P. Pavlova dans la nouvelle ville. Là, elle passe sous le viaduc de la voie express Nuselský most qu'elle suit jusqu'au quartier de Vyšehrad desservi par la station du même nom. Arrivé là, la ligne quitte la voie express et en se dirigeant vers le sud-ouest dessert les stations de Pražského povstání, Pankrác, Budějovická et Kačerov situées dans les quartiers éponymes. Les quatre dernières stations Roztyly, Chodov, Opatov et Háje desservent Jižní město, le plus grand quartier résidentiel de la Tchéquie, au sud de la capitale, qui fut construit en 1970 et est peuplé d'environ 100 000 habitants.

### Stations

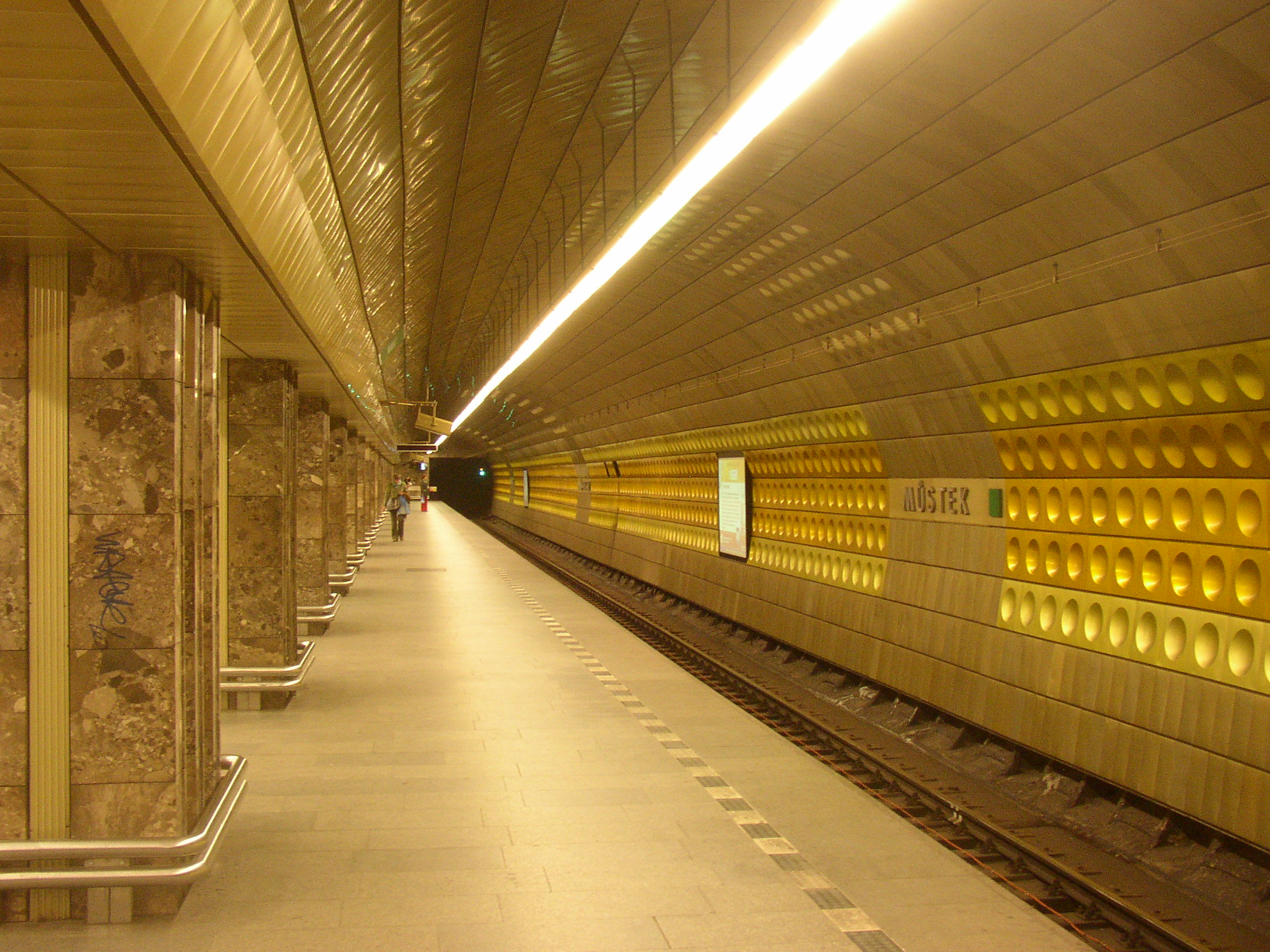
Station Můstek

Le métro de Prague est un système de transport ouvert (dépourvu de portillon à l'entrée).
Dans les stations, on peut facilement identifier les différentes étapes du développement du réseau à travers l'architecture ainsi que d'autres caractéristiques. La plupart des stations comportent un quai central, quelques-unes ont des quais latéraux. La station Rajská zahrada présente la particularité d'avoir ses quais sur deux étages. Tandis que beaucoup de stations à l'extérieur du centre-ville se trouvent directement sous la surface, celles du centre-ville sont situées à grande profondeur. Les stations de la ligne C qui ont été réalisées au début de la construction de métro et se trouvent quelques mètres sous la surface à cause du manque d'expérience des constructeurs constituent une exception. La station de Náměstí Míru est, avec une profondeur de 53 mètres, la station la plus profonde du réseau.
Le métro de Prague a quelques stations qui se situent à mi-distance entre deux lieux connus et portent le nom d'un seul de ces endroits. Les sorties en surface peuvent être si éloignées l'une de l'autre qu'il faut de cinq à dix minutes pour aller d'une sortie à une autre. Pour aller dans un endroit précis, il faut donc être attentif et emprunter la bonne sortie.
Trois stations permettent la correspondance d'une ligne à une autre. Ce sont les stations de Florenc, Můstek et Muzeum. Les correspondances sont indiquées clairement et sont accessibles en 3 à 5 minutes. La signalisation des stations est souvent réalisée dans la couleur de la ligne.
Chaque station de métro a une décoration qui lui est spécifique, mais la majorité d'entre elles ne présentent pas de décoration artistique notable et sont couvertes de carreaux. Dans quelques stations, le marbre a été utilisé pour décorer les parois, le sol et les colonnes et dans celles du centre-ville les murs sont composés de plaques de pierre polie. Les stations les plus anciennes de la ligne A sont souvent décorées avec des éléments architectoniques des années 1970 : les stations sont couvertes de nombreux carreaux de verre et d'aluminium, convexes, concaves ou plats teintés dans différentes couleurs et avec des formes variées ; en faisant varier les couleurs et les formes chaque station dispose d'une décoration particulière qui lui confère une apparence futuriste.

### Fréquentation
Le métro a transporté plus de dix milliards de passagers en trente ans. Il transporte aujourd'hui plus d'un million de passagers chaque jour soit environ quarante pour cent des usagers des moyens de transport en commun. Jusqu'à 1992, le métro a enregistré une augmentation continue du nombre de passagers, avec un trafic culminant cette année-là à 630 millions de passagers. Ensuite, le nombre de passagers a fortement chuté et en 1996, le trafic accusait un déficit de plus de 200 millions de passagers par rapport à 1992 Depuis 1996, le trafic progresse régulièrement, pour atteindre 530 millions en 2007 (sauf en 2002, en raison des inondations). De nouveau, depuis 2008, le trafic ne cesse de baisser, passant de près de 600 à 530 millions de voyages par an en 2011[réf. nécessaire]. C'est-à-dire 70 millions de voyages en moins en seulement 3 ans.
| Année | Passagers   |
| ----- | ----------- |
|       | 0           |
|       | 0           |
|       | 0           |
|       | 0           |
| 1974  | 38 904 000  |
| 1975  | 63 989 000  |
| 1976  | 95 547 000  |
| 1977  | 102 832 000 |
| 1978  | 144 082 000 |
| 1979  | 206 961 000 |

| Année | Passagers   |
| ----- | ----------- |
| 1980  | 216 926 000 |
| 1981  | 254 785 000 |
| 1982  | 259 650 000 |
| 1983  | 269 902 000 |
| 1984  | 272 888 000 |
| 1985  | 335 151 000 |
| 1986  | 410 961 000 |
| 1987  | 431 418 000 |
| 1988  | 446 088 000 |
| 1989  | 459 362 000 |

| Année | Passagers   |
| ----- | ----------- |
| 1990  | 472 002 000 |
| 1991  | 556 503 000 |
| 1992  | 629 162 000 |
| 1993  | 554 868 000 |
| 1994  | 531 401 000 |
| 1995  | 413 442 000 |
| 1996  | 406 127 000 |
| 1997  | 407 010 000 |
| 1998  | 408 297 000 |
| 1999  | 428 076 000 |

| Année | Passagers   |
| ----- | ----------- |
| 2000  | 423 187 000 |
| 2001  | 442 448 000 |
| 2002  | 416 000 000 |
| 2003  | 459 000 000 |
| 2004  | 496 013 000 |
| 2005  | 515 098 000 |
| 2006  | 531 239 000 |
| 2007  | 537 266 000 |
| 2008  | 596 893 000 |
| 2009  | 584 880 000 |

| Année | Passagers   |
| ----- | ----------- |
| 2010  | 578 515 000 |
| 2011  | 530 493 000 |
| 2012  | 589 165 000 |
| 2013  | 583 867 000 |
| 2014  | 450 136 200 |
| 2015  | 456 820 000 |
| 2016  | 461 160 000 |
| 2017  | 435 586 000 |
| 2018  | 430 919 000 |
| 2019  | —           |

### Tarification fin 2021
La tarification vaut pour tous les modes de transport public :
- 30 CZK pour 30 minutes,
- 40 CZK pour 90 minutes,
- 120 CZK pour 24 heures,
- 330 CZK pour 72 heures,
- Abonnements variables.

## Exploitation

### Matériel roulant
Toutes les rames sont alimentées par un troisième rail en 750 volts, avec une vitesse maximale de 80 km/h. Les voitures mesurent 19,20 m de longueur et 2,712 m de largeur. Elles circulent sur des voies à écartement standard de 1 435 mm.
| Série      | Livraison   | Suppression                   | Constructeur         | Nombre de rames construites | Illustration                                                                 |
| ---------- | ----------- | ----------------------------- | -------------------- | --------------------------- | ---------------------------------------------------------------------------- |
| Ečs        | 1974 - 1976 | 1997                          | Metrovagonmash       | 17                          |                                                                              |
| 81-717/714 | 1978 - 1990 | 2009 (transformées en 81-71M) | Metrovagonmash       | 65                          |                                                                              |
| 81-71M     | 1996 - 2011 | en service                    | Škoda Transportation | 93                          | Rame de type 81-71M.                                                         |
| M1         | 1998 - 2011 | en service                    | ČKD                  | 53                          | Une rame de la série M1 à la station "gare d'Holešovice"-Nádraží Holešovice. |

Il y actuellement deux types de rames en exploitation :
- Le M1, utilisé  sur la ligne C depuis 1998, ayant totalement remplacé les anciennes rames de la ligne depuis 2003. 48 rames de cinq véhicules sont en service[20]. À la suite d'un appel d'offres lancé en 1991 et après de multiples rebondissements, c'est l'offre du consortium regroupant ČKD Praha, ADtranz et Siemens (Siemens a acquis ČKD en 2001[21]) qui a été annoncée en octobre 1993[22]. La première commande fut passée en juillet 1995 pour 22 trains[23] livrés en 1998-1999[24], une seconde commande de 20 trains en mai 2002 livrés entre 2002 et 2004 et une troisième commande complémentaire de 6 trains en avril 2004.
- Le 81-71M, version modernisée du modèle soviétique 81-717/714[20]. Ce modèle, livré à partir de 1990, équipe les lignes A et B.

Les premiers véhicules en service :
- 81-717/714, 101 rames de cinq véhicules (au total 507 véhicules) dont 65 rames livrées entre 1978 et 1985[25], les suivantes jusqu'en 1990, fabriquées par l'entreprise soviétique Metrovagonmash. Les premiers trains sont arrivés à Prague en 1978 et les livraisons se sont poursuivies jusqu'en 1990. Ces trains ont servi sur les trois lignes du métro de Prague. Sur la ligne C, ils ont été finalement remplacés par les nouveaux trains M1 et ne sont plus en service que sur les lignes A et B, modernisés par Škoda, série 81-71M[20].Un total de 93 rames ont été modernisées par Škoda de 1996 à 2011[26],[27] à la suite d'un contrat signé début 1995 et portant sur la rénovation de 504 véhicules en dix ans[28].
- Ečs, rames soviétiques construites par Metrovagonmash, et réceptionnées entre 1974 et 1977[25]. Les 17 rames en formation de cinq voitures ont circulé sur la ligne C jusqu'en 1997[20].

### Dépôts et ateliers
Le métro de Prague dispose d'un dépôt pour chacune des lignes et d'un atelier de réparation.

#### Dépôt de Kačerov

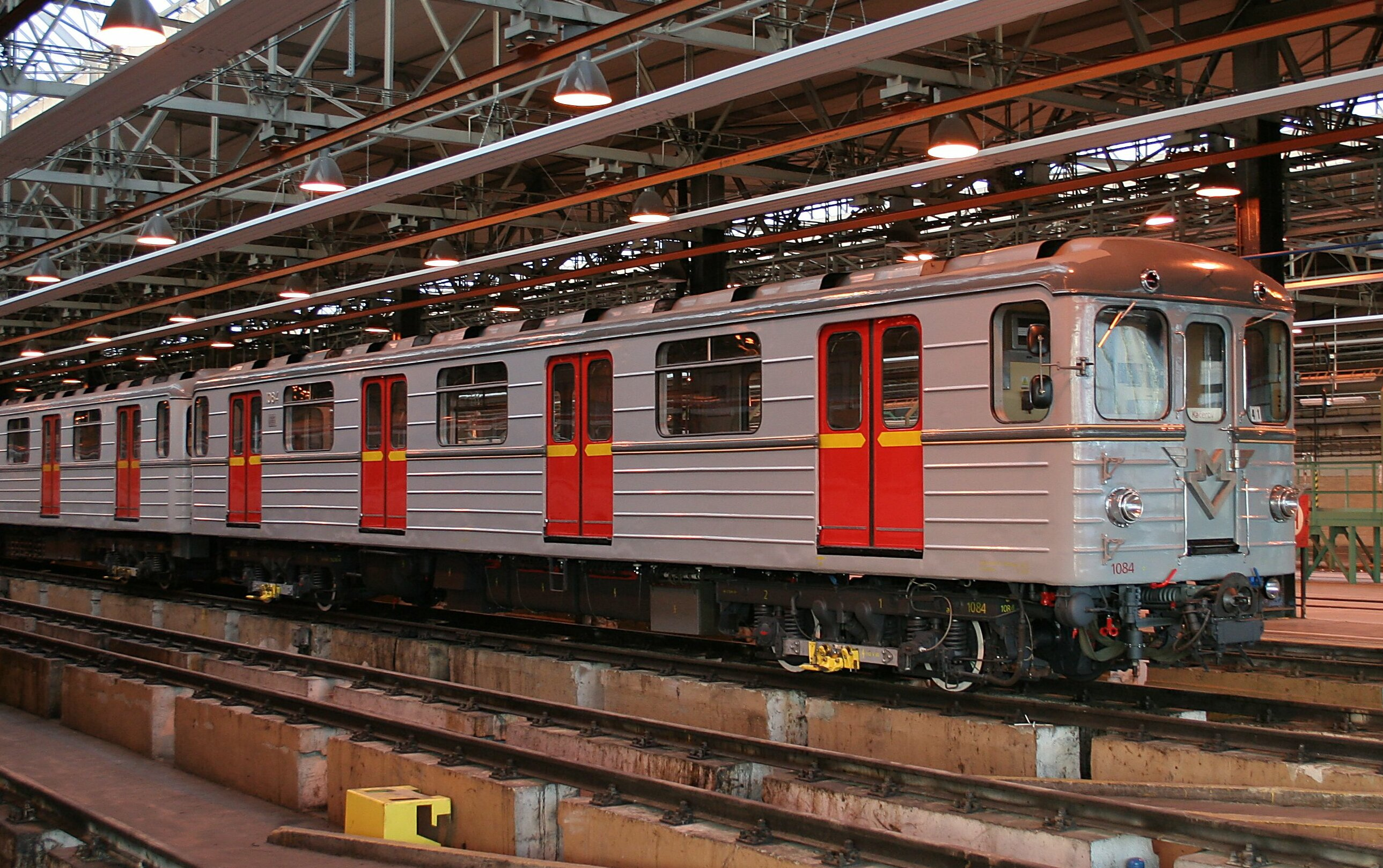
Rame de type 81-71 au dépôt de Kačerov.

Le dépôt de Kačerov a été mis en service en mai 1974 et fut le premier dépôt du métro de Prague. Cette installation est associée à la ligne C, mais fut également utilisée occasionnellement pour les autres lignes. Il se situe entre les stations de Roztyly et Kačerov terminus de la ligne à l'ouverture du dépôt (la ligne a été prolongée par la suite). Le dépôt est relié à la ligne par une voie qui monte à la surface juste après la station. Avant l'ouverture du dépôt, il existait depuis le 1er mai 1971 une voie expérimentale située dans l'emprise de l'établissement qui reliait le réseau du métro au réseau des Chemins de fer tchèques. L'abréviation officielle du dépôt est DK.

#### Dépôt de Hostivař

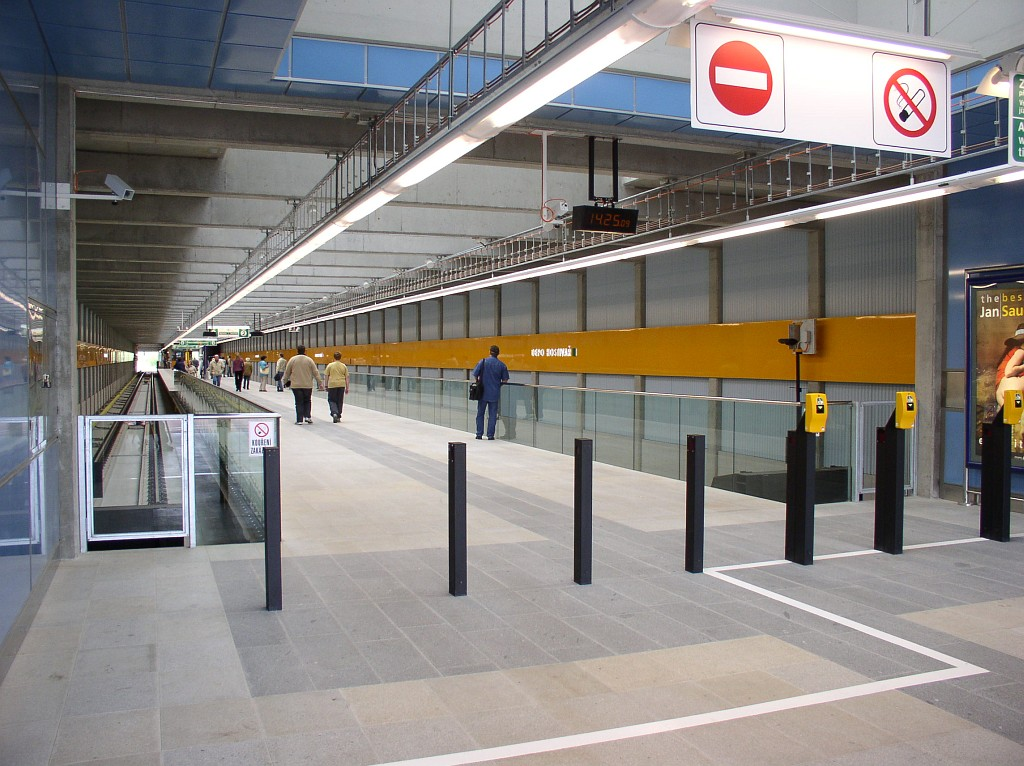
Dépôt d'Hostivař, un des terminus, avec ses tampons en bout de voie.

Le dépôt Hostivař situé après le terminus de la ligne A, Skalka, assure la maintenance du matériel de cette ligne. Il a été ouvert en octobre 1985. Deux voies de la station conduisent de Skalka au dépôt à la ligne. L'abréviation du dépôt est DH. Près du dépôt se trouve également le seul atelier de réparation du réseau mis en service le 1er juillet 1993. L'atelier est désigné par l'abréviation OZM, pour Opravárenská základna metra (atelier de réparation des métros). Ces deux établissements sont également reliés à une ligne d'essai ainsi qu'au réseau des České dráhy. Initialement le dépôt était relié à la station Strašnicka. En 1980, la station Skalka fut ouverte exactement au milieu de cette voie de liaison. Depuis 2006, la station Depo Hostivař a été ouverte au milieu du garage des rames.

#### Dépôt de Zličín
Le dépôt Zličín, ouvert en novembre 1994, est assigné à la ligne B et se trouve à l'ouest de la station du même nom. Il comporte trois parties qui ont été ouvertes successivement. Une voie ferrée relie ce dépôt au réseau des České dráhy (chemins de fer).

### Les automatismes
Les trains soviétiques non rénovés utilisaient le système soviétique de contrôle automatique ARS. Zabezpečovací zařízení metra v Praze (cs).
En janvier 1993, la société d'exploitation des transports, Dopravni Podnik a signé avec Matra Transport un contrat d'automatisation des trains de la ligne C, la plus fréquentée du réseau. La ligne comptait alors 15 stations et 14,6 km sur laquelle circulaient les trains soviétiques type 81-71. Le pilotage automatique prévu, le PA135, qui fut installé en 1997 permettait d'augmenter le débit, la fréquence en ligne et la sécurité des trains. L'intervalle entre les trains passa de 115 à 95 secondes. Divers avenants furent signés par la suite au début du siècle pour automatiser avec le même système les trains du type 81-71M et surtout les 40 trains modèle M1, ainsi que pour l'extension de la ligne en 2004.
Sur la ligne B c'est la société locale AŽD Praha qui remporta en l'an 2000 le contrat d'automatisation. Le système LZA fut mis en service en février 2004 permettant un intervalle entre trains de 90 secondes. Par la suite la société installera le système SOP développé par une société polonaise pour le métro de Varsovie.

## Projets d'avenir

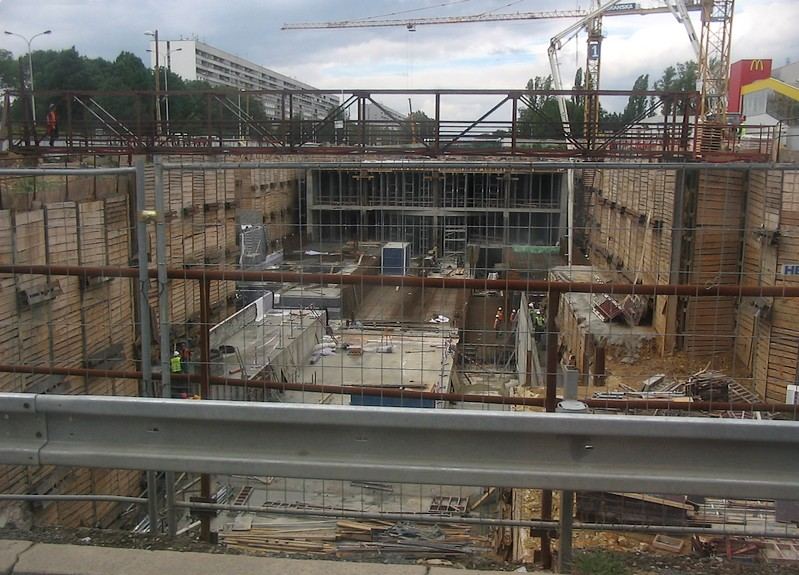
Chantier de la future station Prosek.

### Prolongement de la ligne A jusqu'à l'aéroport de Prague-Václav-Havel
Dans les années 1990, il avait été proposé à plusieurs reprises de prolonger la ligne A jusqu'à l'aéroport de Prague-Ruzyně (renommé depuis 2012 aéroport de Prague-Václav-Havel) au nord-ouest. Ce projet fut repoussé car considéré comme non-prioritaire et trop coûteux. En 2004, la ville revoit sa position à la suite de l'augmentation du nombre de déplacements dans les 5e et 6e districts de Prague, encore non desservis par le métro, ainsi qu'à la croissance élevée du nombre de passagers de l'aéroport de Prague (jusqu'à 30 % par an) rendant cette liaison utile.
Compte tenu des voies déjà existantes entre Prague et Kladno, il apparaît qu'une ligne de train express est plus rapide et moins coûteuse à réaliser. Ce projet reçoit l'aval du ministère des transports. Mais les habitants du cinquième district ne considèrent pas que ce choix répondent à leurs besoins et soutiennent une extension du métro. Elle permet aussi de desservir le plus grand hôpital d'Europe centrale, l'hôpital Motol. En avril 2005, l'extension du métro est décidée, à la suite des fortes protestations des habitants des districts 5 et 6.
Une première extension de 6,1 kilomètres jusqu'à l’hôpital de Motol a été ouverte en avril 2015. La seconde extension mènera la ligne A jusqu'à l'aéroport de Prague par le biais d'une extension de 6,9 kilomètres supplémentaires qui devrait voir le jour en 2021.
Le projet alternatif de remise à niveau de la ligne ferroviaire a toutefois été préféré et est en cours.

### Ligne D
Une nouvelle ligne de neuf stations, est envisagée pour relier le centre-ville aux quartiers du sud-est. Initialement programmée pour une mise en service en 2013, les travaux de la ligne D ne commencèrent jusqu'en juin 2019. Le coût du projet est estimé à plus de 2,7 milliards d'euros.
Un premier tronçon devrait relier la station Pankrác sur la ligne C à une nouvelle station dans le quartier de Písnice. De cette façon, le quartier de Nusle et les faubourgs situés au sud de la ville seront reliés au centre-ville. La ligne D serait une ligne de métro sans conducteur. Des études géologiques sont lancées en 2019.

## Galerie de photos

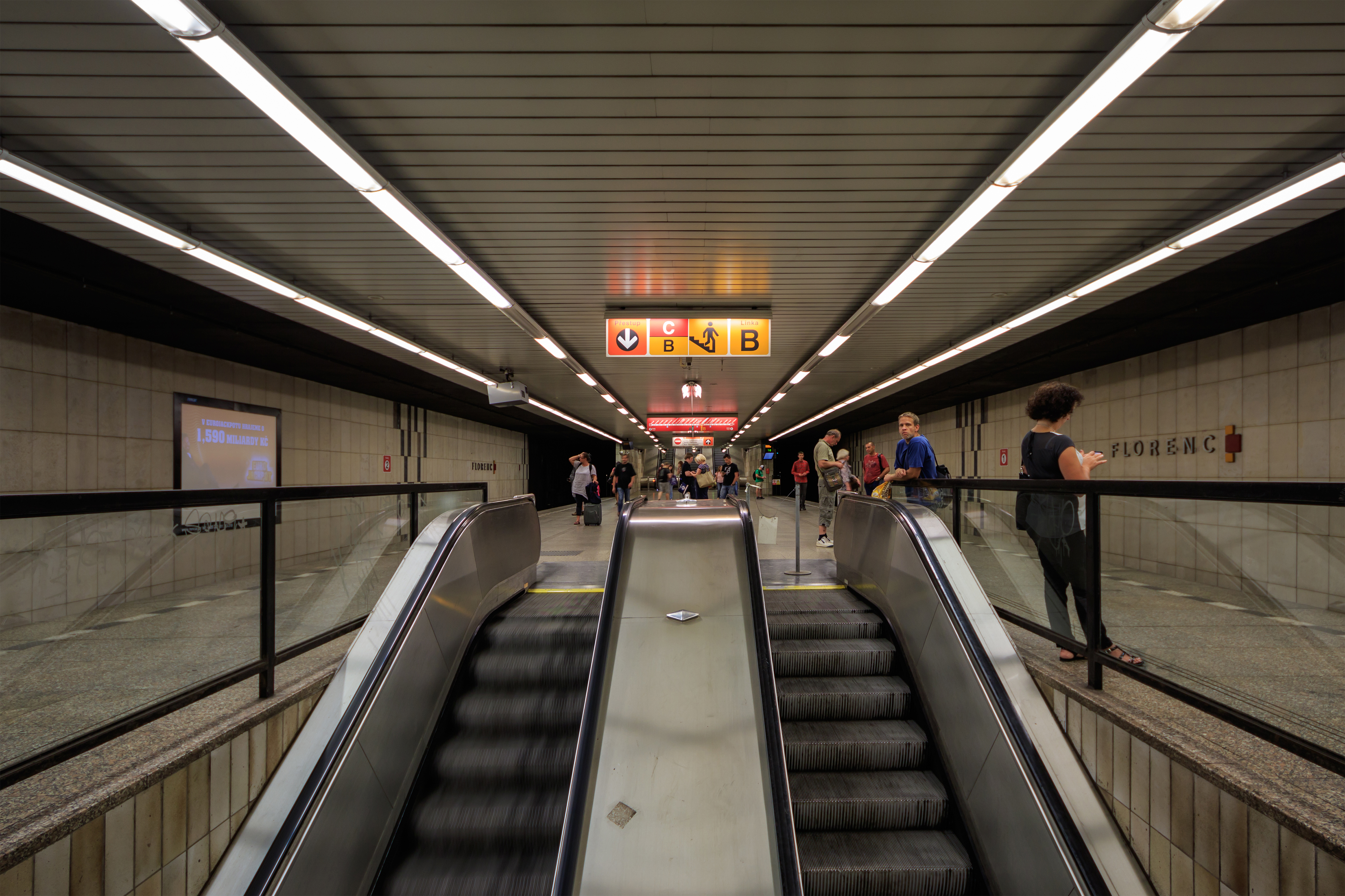
Couloir de la station Florenc (lignes B et C)
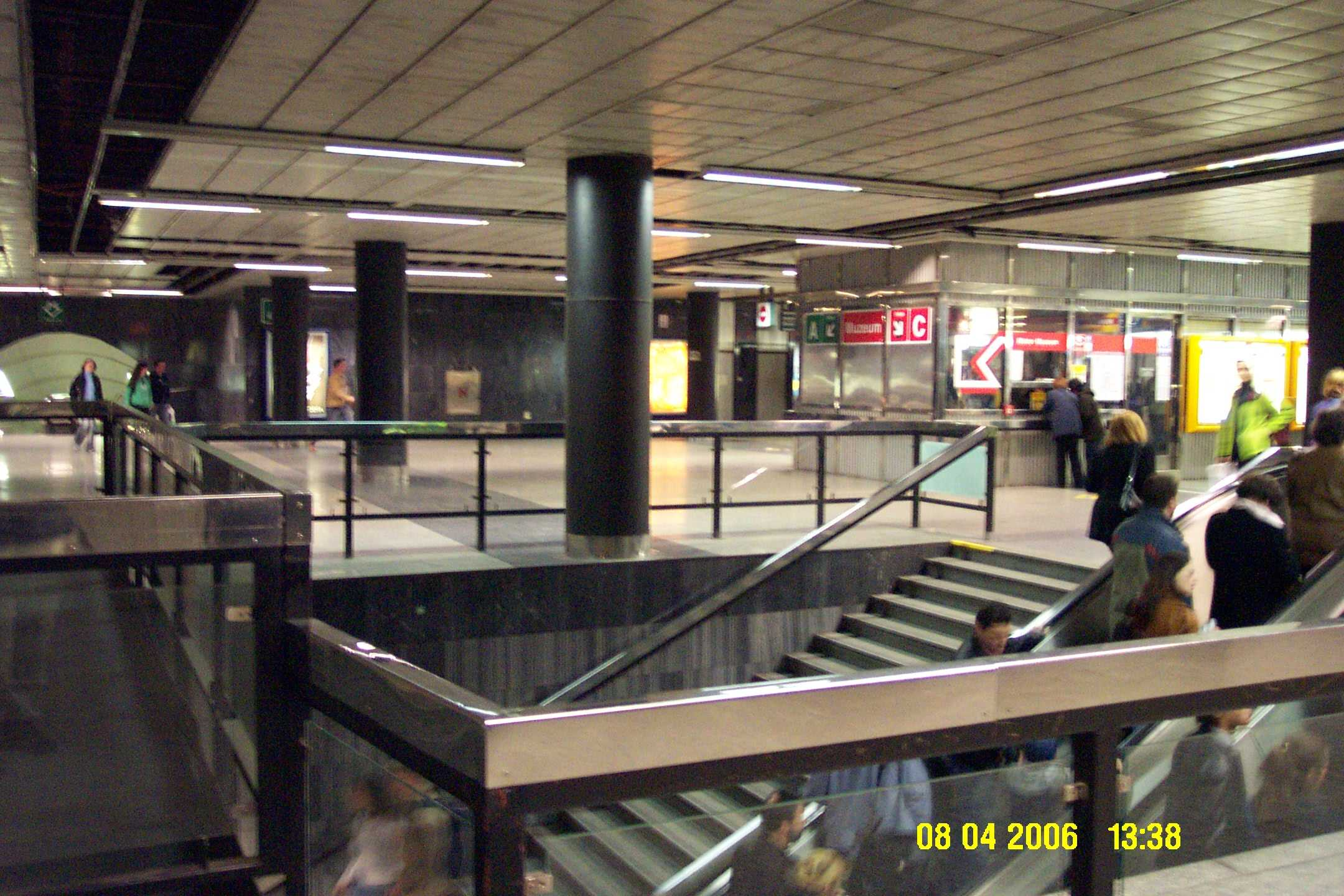
Couloir de la station Muzeum (lignes A et C)
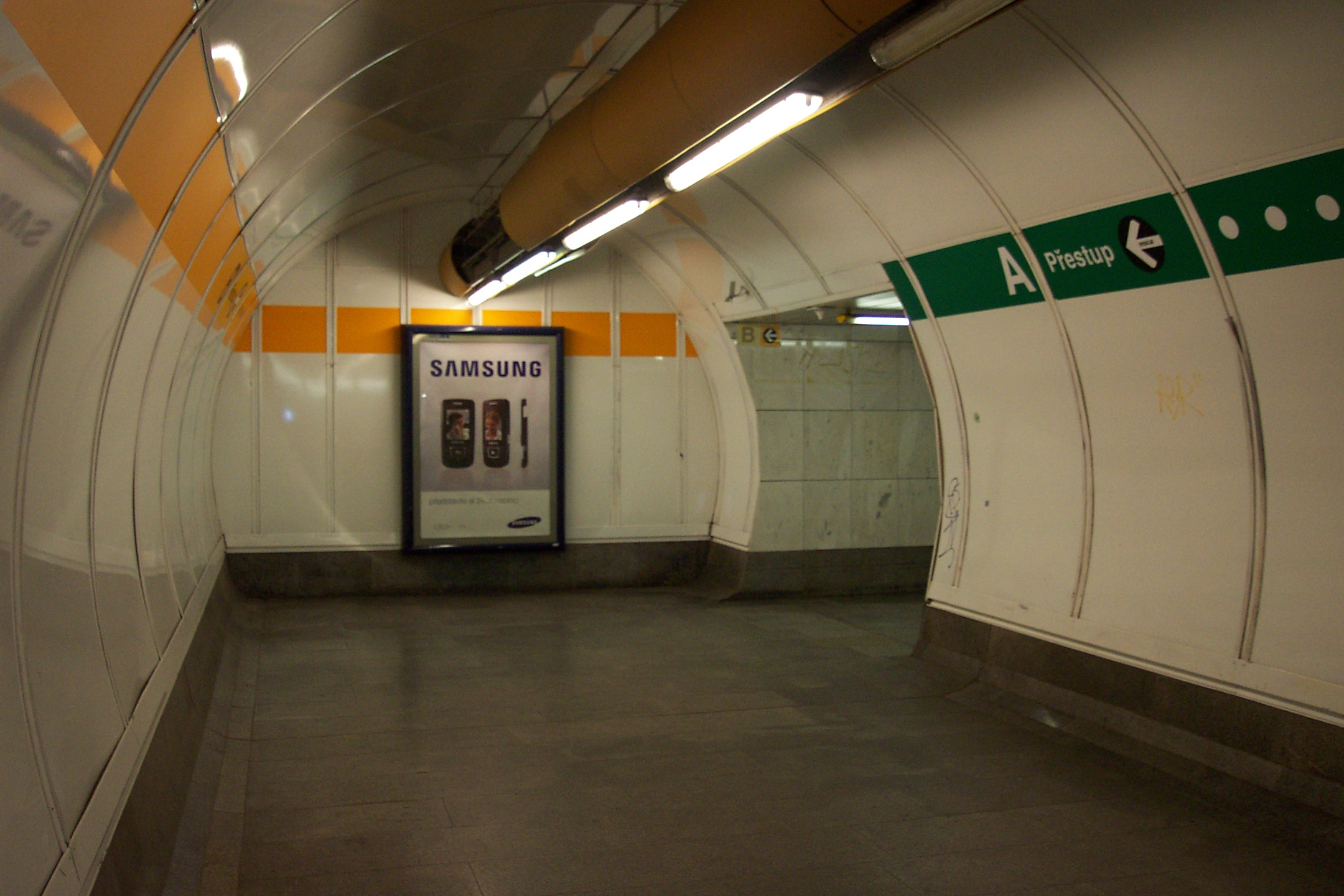
Couloir de la station Můstek (lignes A et B)
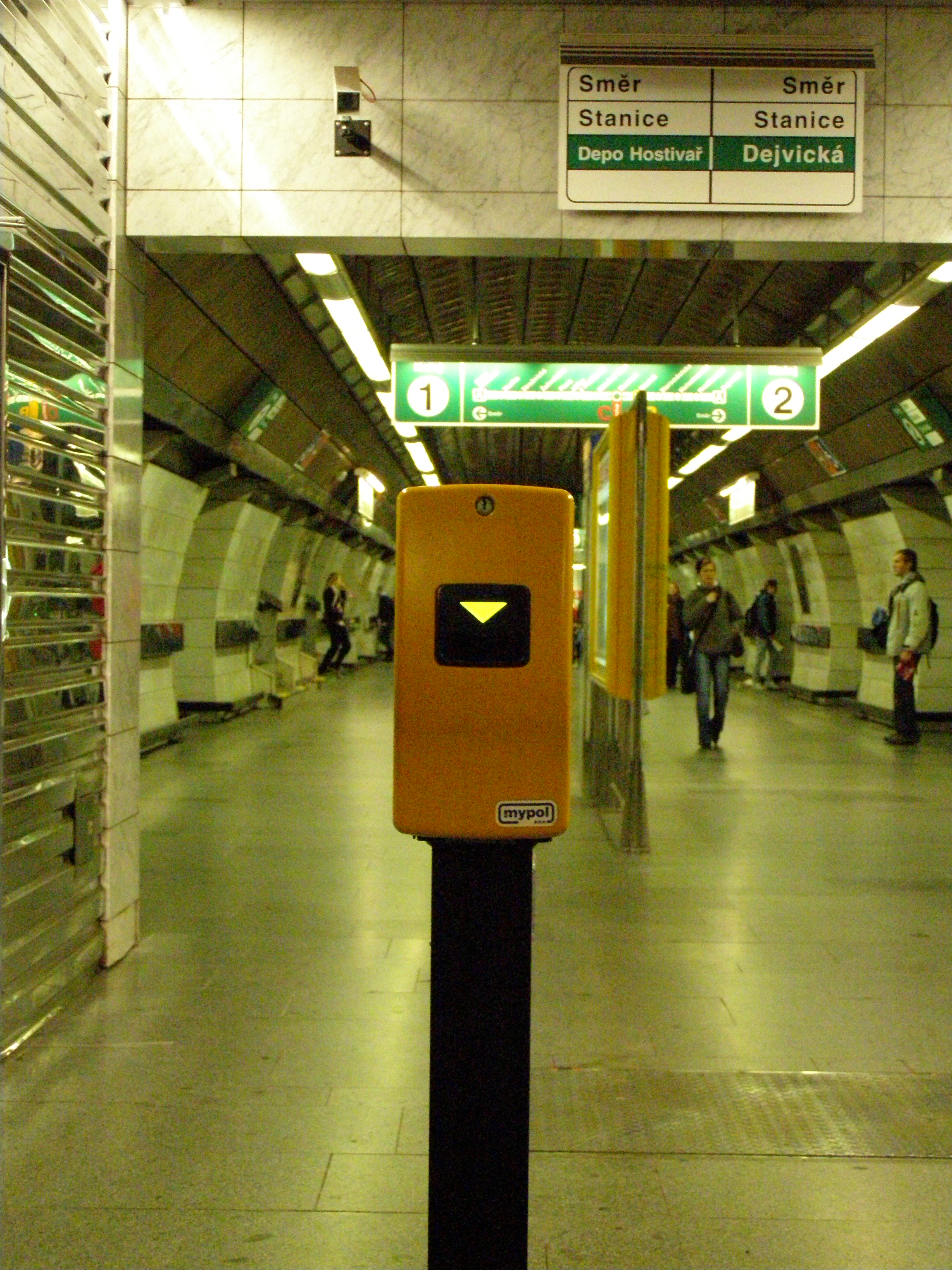
Composteur à la station Muzeum
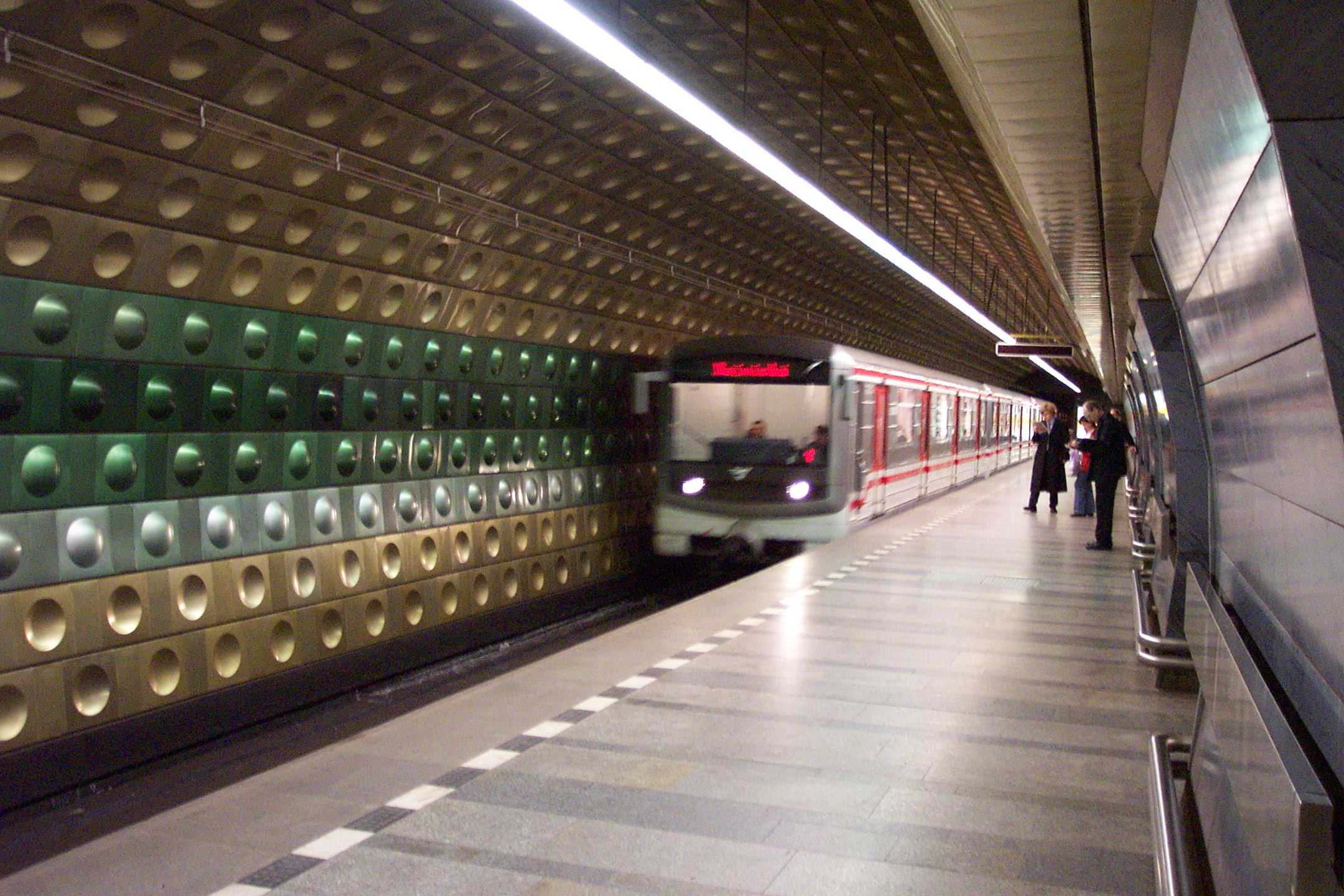
Station Malostranská (ligne A)
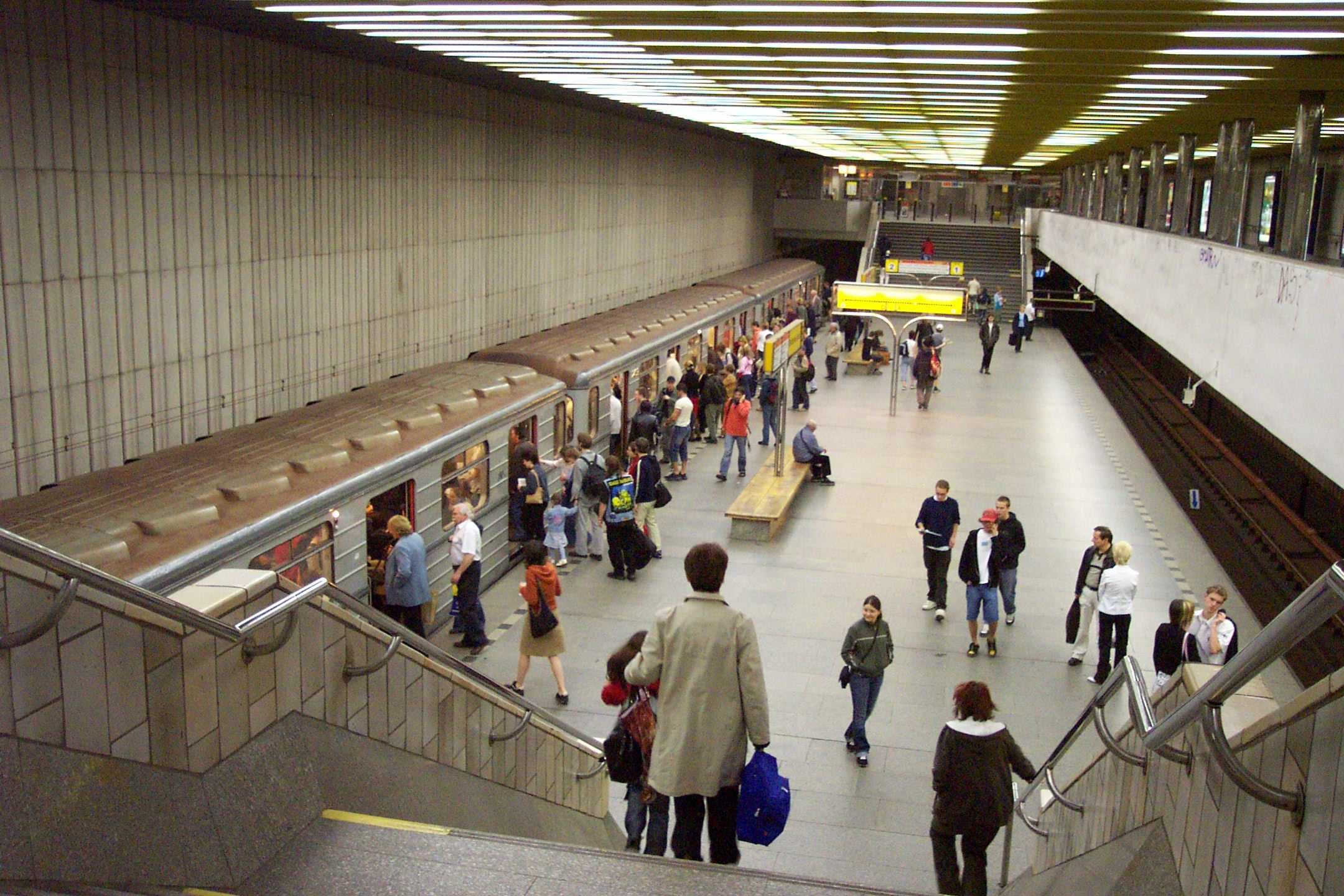
Station Smíchovské nádraží (ligne B)